# サワッディー
サワッディー （สวัสดี）あるいはサワディーと日本語で書かれるタイ語は、タイの挨拶語。
日本においては「こんにちは」という意味で説明されることが多いが、イタリア語の「ciao」同様に、「さようなら」という意味でも使われる。ただし「お休み」、「ありがとう」の意味はない。時間を問わず使うことができる。合掌（ワイ）とともにこれを行うのが正しいやり方とされるが、言葉だけで済ませることもできる。合掌とともに行う場合、最初に目下の者がこの挨拶をおこなう。目下の者がこの挨拶をすれば目上は必ず同じ挨拶で答えるのが礼儀となっている。

## 語源と歴史
「サワッディー」という語は人造語であり、自然発生した挨拶ではない。「サワッディー」の語が誕生する以前は「パイナイマー?」（どこへ行ってきた?）や、華僑の影響でしゃべり始められたと考えられる「キンカーオルーヤン?」（ご飯もう食べた?）「サバーイディーマイ?」（お元気ですか?）などの語が出会い頭の挨拶代わりに使われていたとされている。
1931年にラジオ放送が開始された際に、当時チュラーロンコーン大学文学部の教員であったプラ・ウッパキットシラパサーン（本名、ニム・カーンチャナチーワ）によりラジオの放送終了時の挨拶として考案した。語源は英単語のswastikaの語源ともなったサンスクリット語のsvastikaaが活用した形であるsvastiのタイ訛りsawat(di) （สวัสดิ์ サワッ）の最後の黙字のdiを純タイ語であるdii（ดี ディー「良い」）に変えた物。このため「サワッディー」とは「良い吉祥」という意味になる。
元々は、ラジオのために作られたメディア用語であったが、これがプラ・ウッパキットシラパサーンの属するチュラーロンコーン大学文学部の女生徒の間で友人と出会った際や分かれた際の合い言葉のように使われだし、いわゆる学生語となった。その後、庶民などにも浸透していき現在の地位を確立することになる。後の1950年、事実上の言語統制機関であるタイ学士院は辞書編纂会議において「タイ語には元々挨拶語はない。しかし、もし適切な語があるとすれば『サワッディー』以外考えられない」という旨の議論があり、名実ともに挨拶語の地位を確立した。

## 現在における用法
「サワッディー」とは現代では形式的な言葉という見方が一般的であり、先に紹介した「パイナイマー?」等の挨拶や比較的近年に登場した「ワーンガイ?」（どうですか?）といった挨拶が庶民の会話では好まれる。理由としては、「サワッディー」は普段使われることのないサワディという言葉に語源を有しているため、小難しい響きがあり、若干ながら発音も難しいためである。また「サワッディー」以外の挨拶では相手の返答で会話を続けることができるが、「サワッディー」はお互いに小難しい響きの言葉の投げ合いで終わることもあるからである。しかし、ある程度は庶民の会話でも利用されており、とくに「サワッディー」の後に「パイナイマー?」などの語をつけて使われることもある。
また、意味が小難しいことや、ほんの少しであるが発音が難しいことは「サワッディー」の純タイ語化を促し、意図的にまたは無意識に「ワッディー」（หวัดดี）と発音されることもあり、ひどいものでは「ディー」とだけ発音される場合もある。これらは公式の場での挨拶にはそぐわないとされているが、庶民的な場面では非常に多く見られる。

## 他の利用例
この言葉は比較的歴史が浅く、同系言語のラオス語などでは見られないため、タイを象徴する言葉の一つと考えられている。このため商品名・会社名などの一部にこのサワッディーと使った物が多い。この傾向はとくに国際的な取引を行う企業に多く見られる。タイのフラッグ・キャリアであるタイ国際航空の機内誌の名前は「サワッディー」であるし、国内向けのサービスであるがAIS（携帯電話会社）は「サワッディー」という少額プリペイドカードを「タイ人はサワッディーと挨拶する」という旨のうたい文句で、2004年に発表している。また、外国のタイ料理レストランなどの名前にも使われることが多い。
タイ国内で外国人が利用する店や、外国のタイ関連のお店の店先の看板などにはwelcomeとは書かずに「sawadee, sawaddee, sawasdee」など綴りに若干の揺れはあるがこの語を使うことも多い。
1975年、日本の小林製薬が芳香剤「サワデー」を発売。この商品名はサワッディーを由来とするものであった。この芳香剤は爆発的ヒットを記録し、50年以上もシリーズ化されて発売し続けている（2015年に読み方はそのままで英語の『Sawaday』に改名）。